# Challand-Saint-Victor
Challand-Saint-Victor egy község Olaszországban, Valle d’Aosta régióban.

## Elhelyezkedése

Challand-Saint-Victor község Valle d'Aosta térképén

A vele szomszédos települések:Arnad, Challand-Saint-Anselme, Emarèse, Issime, Montjovet és Verrès.